# 1843 na música

## Nascimentos
| Data        | Nome                        | Profissão                        | Nacionalidade | Observações | Ref |
| ----------- | --------------------------- | -------------------------------- | ------------- | ----------- | --- |
| 29 de Maio  | Émile Louis Fortuné Pessard | compositor e professor de música | França        | m. 1917     |     |
| 15 de Junho | Edvard Grieg                | compositor                       | Noruega       | m. 1907     |     |

## Mortes
| Data | Nome | Profissão | Nacionalidade | Observações | Ref |
| ---- | ---- | --------- | ------------- | ----------- | --- |